# 日本科学协会

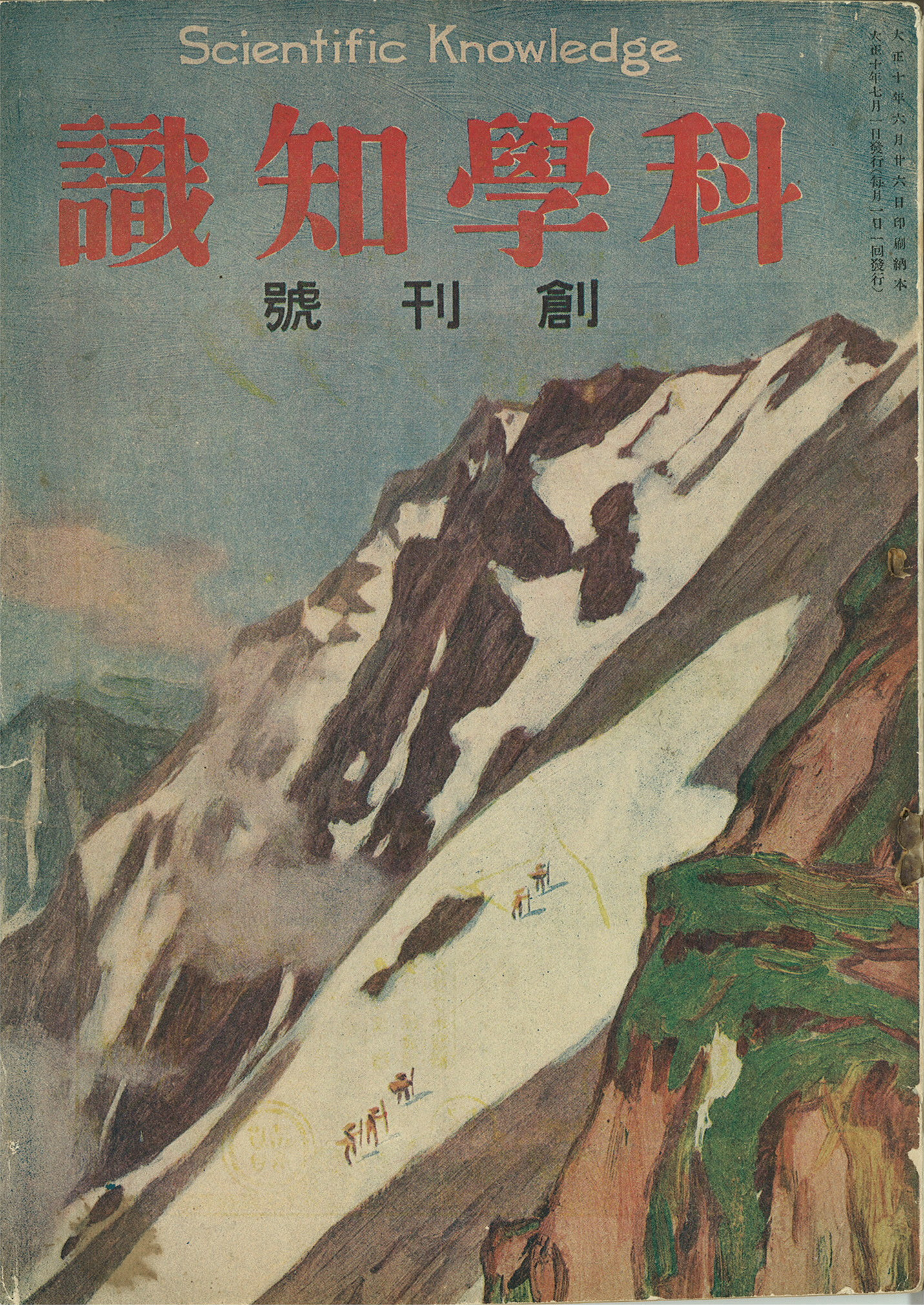
1921創刊號的科學知識

日本科学协会成立于1924年6月13日，所在地为东京都港区赤坂。是日本历史最悠久的公益团体之一。协会成立的宗旨为：加强国内外科学技术研究者关注者之间的联系与合作，普及日本科技科学知识，奖励科学研究，促进科技发展，利民利国，为发展世界和平做贡献。日本科学协会成立之初有200多名著名科学家作为理事和评议员参与工作，对当时普及推动科学起了巨大作用。协会还出版发行了《科学知识》、《采集与饲养》、《科学年鉴》等杂志与书籍。
之后由于战乱等各种原因，协会的各项事业活动开始走向衰弱，以至一段时期基本处于停滞状态。1975年在财团法人日本船舶振兴会（日本财团）的支持下，日本科学协会重新开展活动至今。现任会长是日本著名学者大岛美惠子。协会现有17名理事和40名评议员，均为名牌大学的教授及科学家们。
日本科学协会主要从事的公益事业为：开展对年轻科学研究者的资助；开展科学普及体验活动；捐赠图书并举办其延伸活动等。
日本科学协会与中国的主要交流项目是：
- 向中国大学及研究机构无偿捐赠图书
- 在中国高校举办“笹川杯全国大学日本知识大赛”[1]
- 与中国青年报社和人民中国杂志社合作举办“笹川杯・感知日本”有奖征文大赛。